# Under mitt tak
Under mitt tak är Sonja Aldéns andra studioalbum, utgivet den 8 oktober 2008. Albumet gick direkt in på plats 3 på svenska albumllistan vecka 42 2008. Första singeln blev "Nån som du" och släpptes i mitten av 2008.

## Låtförteckning
1. Under mitt tak (Text: Sonja Aldén, musik: Sonja Aldén, Bobby Ljunggren och Henrik Wikström)
2. Jag vet att du kan höra mig (Text: Sonja Aldén, musik: Marcos Ubeda och Bobby Ljunggren)
3. En del är vackra när de dör (Text: Sonja Aldén, musik: Sonja Aldén, Bobby Ljunggren och Henrik Wikström)
4. Allt jag ser (Text: Sonja Aldén, musik: Sonja Aldén, Bobby Ljunggren och Henrik Wikström)
5. Nån som du (Text: Sonja Aldén, musik: Sonja Aldén, Bobby Ljunggren och Henrik Wikström)
6. Du är en del av mig (Text: Uno Svenningsson, musik: Uno Svenningsson och Bobby Ljunggren)
7. Starkare än då (Text: Sonja Aldén, musik: Amir Aly, Maciel Numhauser, och Robin Abrahamsson)
8. Din klocka tickar (Text: Sonja Aldén, musik: Sonja Aldén, Bobby Ljunggren och Henrik Wikström)
9. Det blå (Text: Sonja Aldén, musik: Sonja Aldén och Hugo Björk)
10. Lyckan kommer, lyckan går (Text: Sonja Aldén, musik: Sonja Aldén, Bobby Ljunggren och Henrik Wikström)
11. Du får inte (Text och musik: Sonja Aldén)
12. Välkommen hem (Text och musik: Sonja Aldén)

## Medverkande
- Sonja Aldén - sång
- Jörgen Ingeström - gitarr, trummor,klaviatur, producent
- Robert Ivansson - bas
- Bo Reime - slagverk, producent

## Listplaceringar
| Lista (2008-2009) | Topplacering |
| ----------------- | ------------ |
| Sverige           | 3            |

### Fotnoter
1. ↑  ”Under mitt tak”. Swedishcharts. 25 februari 2008. http://swedishcharts.com/showitem.asp?interpret=Sonja+Ald%E9n&titel=Under+mitt+tak&cat=a. Läst 5 april 2009.